# Насыцк
Насыцк (бел. Насыцк) — деревня в Блужском сельсовете Пуховичского района Минской области Белоруссии.

## Этимология
Название деревни происходит от слова «насыціцца» (наесться, быть сытым).

## Население
Согласно переписи населения 1897 года, в Насыцке было 16 дворов, проживало 55 мужчин и 52 женщины.
Согласно переписи населения 2007 года, в Насыцке постоянно проживает 16 человек.